# Eparchie kiněšemská
Eparchie Kiněšma je eparchie ruské pravoslavné církve nacházející se v Rusku.

## Území a titul biskupa
Zahrnuje správní hranice území Verchnělanděchovského, Zavolžského, Kiněšemského, Luchského, Palechského, Pesťakovského, Pučežského, Rodnikovského a Jurjeveckého rajónu Ivanovské oblasti.
Eparchiálnímu biskupovi náleží titul biskup kiněšemský a palechský.

## Historie
Dne 11. května 1866 schválil car Alexandr II. Nikolajevič rozhodnutí Nejsvětějšího synodu o zřízení kiněšemského vikariátu kostromské eparchie.
V letech 1928-1929 se oblast Kiněšmy stala centrem Josefismu (opoziční hnutí proti metropolitovi Sergiju (Stragorodskému)). V samotném městě se nacházel josefistický katedrální chrám. Poblíž města žil biskup Nikolaj (Golubev), který roku 1929 přijal jmenování od vůdce leningradských josefitů Dimitrije (Ljubimova) za biskupa kiněšemského. Josefitská aktivita v kiněšemské oblasti výrazně poklesla po zatčení duchovních dne 7. září 1929.
Po roce 1936 nebyl vikariát obsazen.
Dne 7. června 2012 byla zřízena rozhodnutím Svatého synodu eparchie kiněšemská, a to oddělením území z ivanovo-vozněsenské eparchie. Stala se součástí nově vzniklé ivanovské metropole.
Prvním eparchiálním biskupem se stal igumen Ilarion (Kajgorodcev).

## Seznam biskupů

### Kiněšemský vikariát
- 1866–1869 Ionafan (Rudněv)
- 1869–1872 Palladij (Pjankov)
- 1872–1883 Gennadij (Levickij)
- 1883–1905 Veniamin (Platonov)
- 1905–1908 Nikandr (Fenomenov)
- 1908–1911 Innokentij (Kremenskij)
- 1911–1914 Arsenij (Timofejev)
- 1914–1917 Sevastian (Věsti)
- 1919–1921 Sevastian (Věsti), podruhé
- 1921–1923 Vasilij (Preobraženskij), svatořečený mučedník
- 1929–1929 Nikolaj (Golubev), jmenován josefity
- 1932–1932 Chrisogon (Ivanovskij)
- 1932–1935 Alexandr (Toropov)
- 1936–1936 Boris (Voskobojnikov), svatořečený mučedník
- 1937–1938 Chrisogon (Ivanovskij), dočasný administrátor

### Kiněšemská eparchie
od 2012 Ilarion (Kajgorodcev)